# Simon Sebag Montefiore
Simon Sebag Montefiore (Londres, 27 de junho de 1965) é um escritor, jornalista e historiador britânico de origem judaica especializado na história da Rússia, além de obras científicas na área de história também publicou vários livros de ficção.

## Biografia
Formado na Gonville & Caius College da Universidade de Cambridge, é autor de Catherine the Great & Potemkin, uma biografia de Catarina, a Grande. Mais recentemente publicou dois livros sobre o ditador soviético Josef Stalin: Stalin: The Court of the Red Tsar (Stalin: A Corte do Czar Vermelho) e Young Stalin.

## Carreira de escritor
Os livros de Montefiore foram best-sellers mundiais sendo publicados em 33 idiomas.

## Obras

### Não Ficção
- The Romanovs 1613–1918 (2016)
- Titans of History (2012)
- Jerusalem: The Biography (2011)
- Young Stalin (2007)
- Estaline, na Corte do Czar Vermelho no original Stalin: The Court of the Red Tsar (2004)
- Catherine the Great and Potemkin (2001) (publicado originalmente como The Prince of Princes: The Life of Potemkin)

### Ficção
- Red Sky at Noon (2017)
- One Night in Winter (2013)
- Sashenka (2008)
- My Affair with Stalin (1997)[3]
- King's Parade (1991)[4]

### Livros infantis (com Santa Montefiore)
- Royal Rabbits of London (2016)
- Royal Rabbits of London: Escape from the Tower (2017)

## Televisão
- Jerusalem: The Making of a Holy City (Série em 3 ep., 8-23 de dezembro de 2011)
- Rome: A History of the Eternal City (Série em 3 ep., 5–19 de dezembro de 2012)
- Byzantium: A Tale of Three Cities (Série em 3 ep., 5-19 de dezembro de 2013)
- Blood and Gold: The Making of Spain (Série em 3 ep., 8-22 de dezembro de 2015)
- Vienna: Empire, Dynasty And Dream (Série em 3 ep., 8-22 de dezembro de 2016)